# Мелеши
Мелеши (бел. Меляшы) — деревня в Жабинковском районе Брестской области Беларуси. Входит в состав Степанковского сельсовета.

## География
Деревня находится в западной части Брестской области, при автодороге Н-147, на расстоянии приблизительно 10 километров (по прямой) к северо-северо-западу от города Жабинка, административного центра района. Абсолютная высота — 147 метров над уровнем моря. Площадь населённого пункта — 0,0941 км².

## История
В XIX веке упоминается как владельческая деревня, входившая в состав имения Житин.
По состоянию на 1905 год, в Мелешах проживал 131 человек. В административном отношении деревня входила в состав Сехновичской волости Кобринского уезда Гродненской губернии.
Согласно Рижскому мирному договору (1921), деревня вошла в состав межвоенной Польши, входила в состав гмины Сехновиче Кобринского повета Полесского воеводства. В 1921 году числилось 70 жителей, проживавших в 14 домах. В этническом составе населения того периода поляки составляли 100 %. В конфессиональном составе населения православные христиане составляли 100 %.
С 1939 года в БССР, с 1940 года в составе Степанковского сельсовета.

## Население
По данным переписи 2019 года, в деревне проживало 6 человек.
| Год  | Население, человек |
| ---- | ------------------ |
| 1897 | 112                |
| 1905 | ↗ 131              |
| 1921 | ↘ 70               |
| 1959 | ↘ 31               |
| 1970 | ↗ 43               |
| 2005 | ↘ 4                |
| 2009 | ↗ 7                |
| 2019 | ↘ 6                |